# Nic Waal

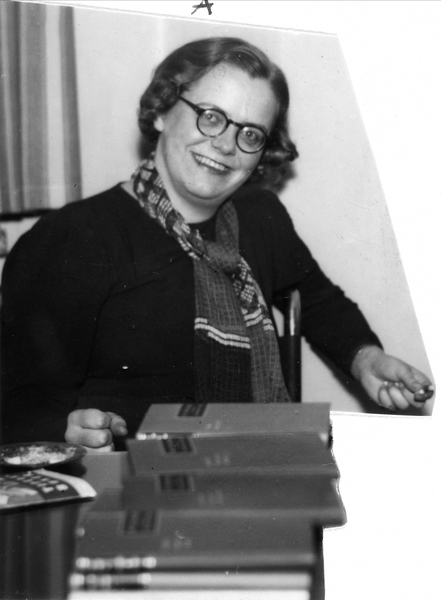
Nic Waal

Nic Waal, geboren als Caroline Schweigaard Nicolaysen (* 1. Januar 1905 in Kristiania, Norwegen; † 28. Mai 1960 in Oslo, Norwegen) war eine norwegische Psychologin. Sie war die erste Kinderpsychiaterin in Norwegen.

## Leben und Werk

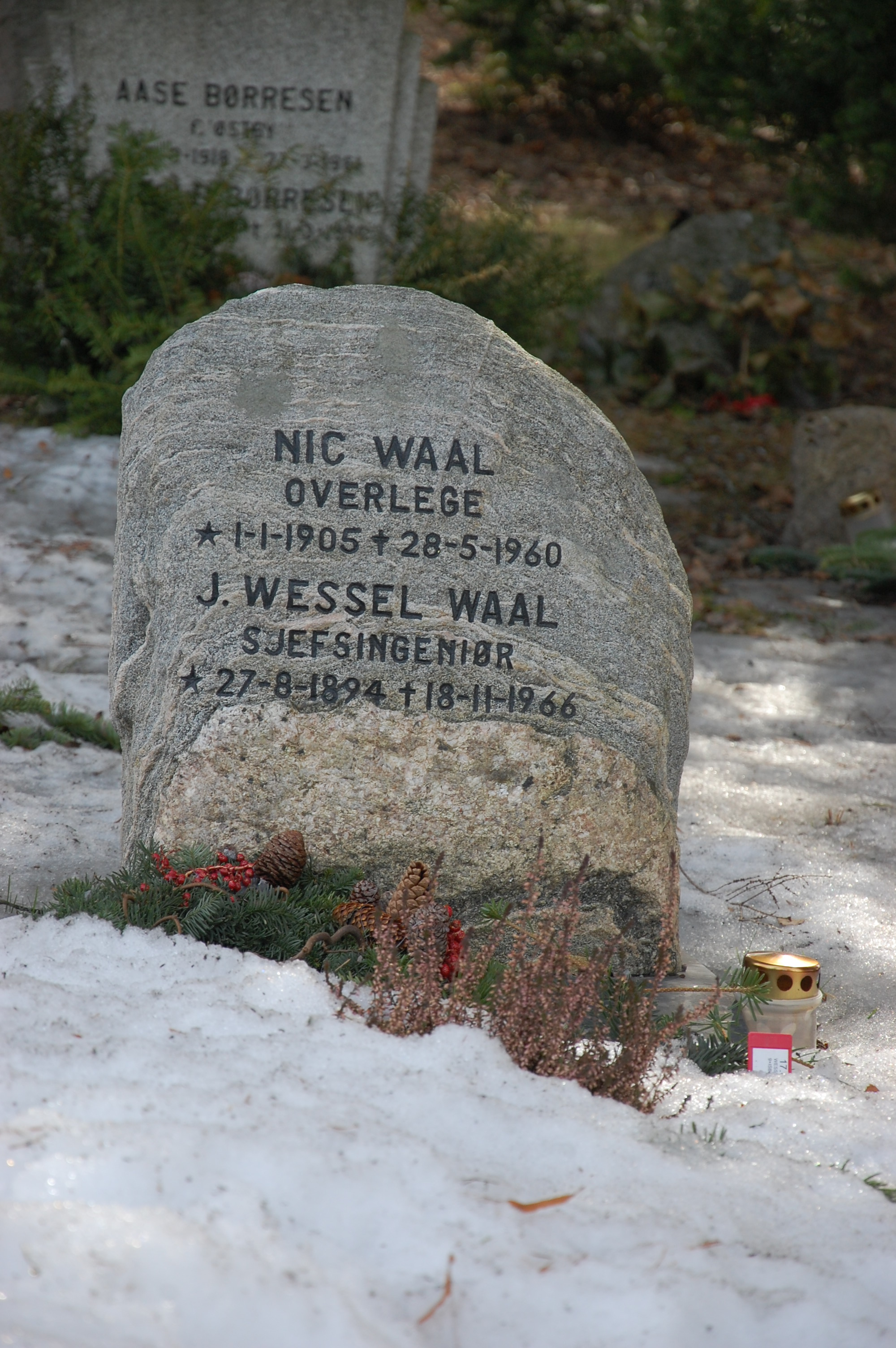
Grabdenkmal auf dem Ullern-Friedhof in Oslo

Waal war das vierte Kind des Offiziers Vilhelm Bernhoft Nicolaysen und seiner Frau Anna geb. Horn. Sie besuchte ab 1921 die Katedralskolen und studierte von 1923 bis 1930 in Oslo Medizin. Sie sympathisierte mit der marxistischen Studentenbewegung Mot Dag, der marxistischen Studentenbewegung von Erling Falk, und gehörte der Redaktion der Zeitschrift Æsculap an.
Von 1927 bis 1936 war sie mit dem norwegischen Schriftsteller Sigurd Hoel verheiratet. Mit ihrem zweiten Ehemann Wessel Waal (1894–1966) war sie anschließend von 1937 bis 1948 verheiratet und bekam mit ihm zwei Kinder. Sie heiratete 1951 den Arzt Alix Helju, der 1954 bei einem Bootsunglück ums Leben kam.
Da sie immer wieder unter psychosomatischen Krankheiten und Depressionen litt, machte sie Ende der 1920er Jahre eine Psychoanalyse bei Harald K. Schjelderup. Danach ließ sie sich in Berlin bei Salomea Kempner zur Psychoanalytikerin ausbilden und wurde 1933 lizenzierte Psychoanalytikerin. Von 1932 bis 1939 führte sie eine private Praxis in Oslo und praktizierte gleichzeitig als Psychoanalytikerin. Von 1939 bis 1941 arbeitete Waal als Assistenzärztin am Gaustad Krankenhaus. 1943 wurde sie wegen ihrer illegalen Aktivitäten vorübergehend verhaftet und emigrierte im Frühjahr 1945 nach Schweden, dann in die Vereinigten Staaten. Nach dem Krieg arbeitete sie als Ärztin in den USA, in Dänemark und Norwegen. Sie unternahm Studienreisen in die Schweiz und nach Frankreich und besuchte die Bezirksklinik von Serge Lebovici in Paris. Sie wurde 1951 als Fachärztin für Psychiatrie und 1953 als eine der ersten Fachärztinnen für Kinderpsychiatrie in Norwegen zugelassen.
1950 wurde in Norwegen die erste kinderpsychiatrische Krankenhausabteilung des Landes im Rikshospitalet eröffnet. Waal bewarb sich dort vergeblich um eine Stelle. In Oslo gründete Waal daher 1951 eine eigene kinderpsychiatrische Klinik, das Nic Waals Institutt für Kinder-, Jugendlichen- und Familienpsychiatrie, welches sie bis zu ihrem Tod 1960 leitete. Es gilt heute als das wichtigste norwegische Ausbildungszentrum für körperzentrierte Kinderpsychotherapie. Sie entwickelte eine Methode der Körperdiagnostik, die auf der Erkenntnis Wilhelm Reichs beruhte, dass die Beobachtung von Ausdruck, Muskelspannung und Atem Aufschluss über emotionale Konflikte gibt.
Waal schrieb über die Relativität des Gesundheitsbegriffs, über Kinderneurosen, über die Behandlung autistischer Kinder, Gruppentherapie mit ihren Müttern und über charakteranalytische Arbeit mit Kindern. Über das Werk von Wilhelm Reich schrieb sie mehrere Artikel und trug Artikel zu seiner Zeitschrift bei. Eine Reihe von ihren Artikeln in norwegischen und internationalen Zeitschriften wurden in einem Gedenkbuch gesammelt.
1933 wurde sie außerordentliches Mitglied der Deutschen Psychoanalytischen Gesellschaft und 1934 Mitglied der Dansk-Norsk Psykoanalytisk Förening.
Waal vertrat zeitlebens die Vorstellung, dass körperliche und seelische Gesundheit eng miteinander verbunden sind, dass sich seelische Konflikte als Muster von Muskelverspannungen und -steifheit im Körper festsetzen können und dass beides in der Therapie behandelt werden muss. Ein weiteres Thema, das sie stets betonte, war der enge Zusammenhang zwischen sozialen und psychischen Bedingungen, wie scheinbar psychische Konflikte oft das Ergebnis frustrierender Lebensbedingungen sein konnten.

## Aktivitäten in der Widerstandsarbeit

Eine vereinfachte Darstellung der Medaille, die den Gerechten unter den Völkern verliehen wurde

Waal und ihr erster Ehemann Sigurd Hoel gehörten zu der Gruppe von Anhängern von Wilhelm Reich, als dieser vor den Nationalsozialisten 1934 nach Oslo floh. Waal begann bei dem ebenfalls nach Oslo emigrierten Otto Fenichel eine weitere Analyse, die sie bei Reich fortsetzte. Sie war eine der wenigen, die Wilhelm Reich 1934 bei dessen Ausschluss aus der Internationalen Psychoanalytischen Vereinigung IPV offen verteidigte. Obwohl sie später seine Orgontheorie nicht nachvollzog, unterstützte sie Reich nach seiner Emigration in die USA weiterhin. Nachdem ihre Kollegin Edith Jacobssohn 1935 von der Gestapo verhaftet worden war, engagierte sich Waal gemeinsam mit Fenichel und Reich für deren Rettung.
Waal war während der deutschen Besatzungszeit in der norwegischen Widerstandsbewegung aktiv und beteiligte sich auch an der von Nina Hasvoll durchgeführten Evakuierung von Kindern aus dem Osloer Kinderheim nach Schweden.
Bevor Norwegen von den Deutschen besetzt wurde, richtete die jüdische Gemeinde in Oslo ein Heim für jüdische Kinder ein, die 1938 und 1939 aus Österreich und Prag gekommen waren. Nach der deutschen Besetzung erzwangen die Deutschen und ihre norwegischen Kollaborateure die Rückkehr von acht Kindern zu ihren Familien, die im Holocaust ums Leben kamen. 13 Kinder blieben im Waisenhaus in Oslo, welches Nina Hasvoll leitete. Als am 25. November 1942 erstmals jüdische Frauen und Kinder verhaftet werden sollten, erhielt Hasvoll eine Warnung von der bevorstehenden Verhaftung und benachrichtigte Waal. Sie teilten die Kinder in zwei Gruppen auf und Waal brachte die erste Gruppe in ihrem Auto zu Gerda Tanberg. Hasvoll blieb bei der anderen Gruppe, bis auch diese in Sicherheit gebracht werden konnte. Aus ihrem provisorischen Versteck wurden die Kinder in Gruppen von einem Bekannten von Waal, Martin Solvang, abgeholt. Ola Rauken und Ola Breisjoberget brachten die Kinder über die Grenze nach Schweden.
Am 20. März 2006 hat die Gedenkstätte Yad Vashem Nina Hasvoll, Nic Waal, Martin Solvang, Gerda Tanberg, Ola Rauken und Ola Breisjoberget als Gerechte unter den Völkern geehrt.

## Ehrungen
- Das Nic-Waal-Institut, eine führende regionale Lehr- und klinische Einrichtung in Oslo unter der Schirmherrschaft von Lovisenberg Diakonale Sykhus, wurde nach ihr benannt.[4]
- Die norwegische Post gab zu ihrem 100. Geburtstag 2005 eine Sondermarke mit ihrem Porträt heraus.

## Veröffentlichungen (Auswahl)
- Vier Monate Skiensfjordens Mutterhygienekontor. Der sozialistische Arzt Nr. 6/7, 1932, S. 141–148.
- Unklarheit in Sexualpolitik und Sozialhygiene in England. Zeitschrift für Politische Psychologie und Sexualökonomie 3, Heft 8/9, 1936, S. 31–38.
- Filmen og barna. Oslo, 1938.
- Vi og smårollingene våre i det første året. Oslo, 1948.
- Det finns inga stygga föräldrar. Stockholm, 1959.
- Er det foreldrenes skyld? Oslo, 1959.
- Vi og vore småbørn. Kopenhagen, 1969.
- mit Bjørn Christiansen, Bjørn Killingmo: Personlighetsdiagnostikk med henblikk på strukturbeskrivelse. Utkast til begrepssystem. Oslo, 1956.
- mit Anne Grieg, Mogens Rasmussen: Nic Waal's metode for somatisk psykodiagnostikk: Beskrivelse av undersøkelsesmetoden med utkast til begrepssystem. Oslo, 1957.